# Zreče
Zreče (in tedesco Rötschach) è un comune di 6 600 abitanti della Slovenia settentrionale. È un piccolo centro industriale ai piedi del monte Rogla (m. 1517), dotato di numerosi impianti di risalita. Alla periferia si trova un centro termale indicato per la cura di malattie reumatiche e del sistema locomotorio.